# ابن اسحاق
محمد بن اسحاق بن یسار (یا به صورت خلاصه‌تر ابن اسحاق) مورخ و سیره‌نگار اهل مدینه در اواخر دوره اموی و اوایل دوره عباسی و از شاگردان ابن شهاب الزهری بود که با حمایت دربار عباسی کتابی به نام سیرت رسول‌الله تألیف کرد. اصل این کتاب امروزه از بین رفته است. تمرکز ابن اسحاق بیشتر حول ماجراهای مدینه است. بر اساس اکثر منابع، او در مدینه و در سال ۸۵ هجری قمری متولد شد؛ منابع وفات او را در بغداد در سال ۱۵۰ هجری قمری قرار می‌دهند - تاریخ وفاتهای دیگری که برای او ذکر شده ۱۵۱، ۱۵۳ و ۱۴۴ می‌باشد. او در قبرستان خیزوران نزدیک قبر ابوحنیفه نعمان بن ثابت به خاک سپرده شده است.

## زندگی
به‌گفته یاقوت و بغدادی پدر بزرگ ابن اسحاق، یسار، در زمان خلافت ابوبکر در عین التمر در سال ۱۲ هجری به اسارت گرفته شد و به مدینه فرستاده شد. نهایتاً او به بردگی درآمد ولی با پذیرش اسلام او را آزاد کردند. سه پسر یسار: موسی، عبد الرحمن و اسحاق (پدر ابن اسحاق) همه راویان معروف اخبار شدند. شیوه پدران و عموهایش را پی گرفته و به تدریس علم اخبار پرداخت بگونه‌ای که بسیار زود بخاطر اطلاعاتش شهرت پیدا کرد. او سپس به اسکندریه در مصر سفر کرده و تحت نظارت یزید بن حبیب به تدریس مشغول شد. به‌گفته ابن هاجر، تا جایی که او می‌داند کس دیگری بجز ابن اسحاق، روایت از گروهی از مصریان نقل نکرده است.

## از نگاه دیگران

### ایرادات
مالک ابن انس از هم‌عصران ابن اسحاق و بنیان‌گذار فقه مالکی، ابن اسحاق را «دروغگو»، «دجَال» و «کسی که روایاتش را از یهودیان می‌گیرد» تعبیر می‌کند. ابن حجر عسقلانی می‌گوید که مشکل مالک ابن انس با ابن اسحاق بخاطر گنجاندن داستانهای عجیبی مانند داستان بنی قریظه در سیره‌اش بود.
همچنین ابن اسحاق به دلیل نقل فضایل علی ابن ابی طالب، در سیره اش، توسط برخی علمای سنی به تشیع متهم شد.

### ستایش
فقیهان و مورخانی چون الشیبانی، الشافعی (بنیان‌گذار فقه شافعی)، ابوعبید، و الماوردی، محمد ابن جریر طبری (مورخ و فقیه)، ابن شهاب زهری، ابن حبان، ابن سیدالناس و شعبه سخت از ابن اسحاق دفاع کرده و او را معتبر می‌دانند. تا جایی که زهری در رابطه با ابن اسحاق می‌گوید: تا وقتی ابن اسحاق در این دیار است دانش باقی است، و شعبه می‌گوید: اگر قدرت داشتم ابن اسحاق را بر همه مورخین حاکم می‌کردم.

## ترجمه سیره ابن هشام
این کتاب گرانبها در سال ۱۳۹۰ شمسی از زبان فارسی به زبان آذری از طرف شاهین یحیی اف ترجمه شده است.